# 刘晓 (1908年)
刘晓（1908年—1988年6月11日），原名刘运权，字均衡，男，湖南辰溪人，中华人民共和国政治人物、外交官。

## 生平

### 早年革命生涯
1921年，刘晓入沅陵县朝阳中学。参加该校青年会并被推选为负责人。1925年，因参加学生运动被开除学籍，同年前往南京就读于东南大学预科班。次年考入上海国立政治大学，同年加入中国共产党。1927年，参加上海工人武装起义。1928年11月，任中共奉贤县委书记，领导发动奉贤庄农民武装暴动。1929年7月，到上海反帝大同盟发行部工作。1930年12月，任中共江南省委秘书长、巡视员。1931年1月，改任中共江苏省委秘书长。在此期间，刘晓曾两度被捕入狱。
1932年2月，刘晓进入中央苏区，任中共福建省委组织部部长、代理省委书记。1933年2月，调任粤赣边区会昌中心县委书记。此后，担任中共粤赣省委书记兼军区政治委员。1934年1月，当选中华苏维埃共和国中央执行委员会执行委员。1934年跟随红军长征，曾任红一军团政治部地方工作部部长。到达陕北后，任红一方面军政治部地方工作部部长。1936年10月，任红一方面军政治部主任。1937年1月，任红军前敌总指挥部政治部地方工作部部长、援西军政治部主任。

### 抗日战争与第二次国共内战时期
1937年5月，刘晓前往上海组织重建中共地下党，任中共上海群众工作委员会书记。1937年11月，中共江苏省委成立后出任省委书记，领导上海市和江浙两省沿沪宁、沪杭铁路线地区地下党的工作和开辟敌后武装斗争。1940年3月，调任中共中央南方局委员，9月回到上海工作。当时汪伪政权登场，形势严峻，刘晓提议设立江苏省委情报工作委员会（简称情报委）。1942年11月，刘晓撤离上海到华中根据地，任中共中央华中局敌区工作部部长。1944年，赴延安出席中共七大，任中共中央城市工作部副部长。1945年，出席中共七大，任代表资格审查委员会委员，并当选为中央候补委员。
1945年10月，刘晓任中共中央华中分局常务委员。1946年2月回到上海，任中共上海分局书记、中共中央上海局书记，领导上海中共地下党组织。1947年5月，根据中共中央和周恩来的指示，领导上海地下党广泛发动和组织群众，开展了“反饥饿、反内战、反迫害”的群众运动。解放军攻占上海后，任中共上海市委副书记、第二书记兼组织部长。1949年7月，任华东局常委兼组织部长。

### 中华人民共和国成立后
1953年1月，刘晓担任华东行政委员会委员兼人民监察委员会主任。1955年出任中国驻苏联大使。1956年当选第八届中央委员。1963年任外交部常务副部长。1967年任中国驻阿尔巴尼亚大使。文化大革命期间遭受迫害。文革后平反，当选为第五届全国政协常务委员。1979年出任外交部顾问。中共十二大当选为中央顾问委员会委员。1988年6月11日，刘晓因病在北京逝世。

## 家人
- 夫人张毅